# Eupalamus malaisei
Eupalamus malaisei là một loài tò vò trong họ Ichneumonidae.